# 48482 Орукі
48482 Орукі (48482 Oruki) — астероїд головного поясу, відкритий 5 лютого 1992 року.
Тіссеранів параметр щодо Юпітера — 3,186.
Названо на честь Орукі (яп. おるき орукі)